# Making a Living
Making a Living (Haciendo por la vida/Charlot periodista) es una película de cine mudo estrenada el 2 de febrero de 1914. Se trata de la primera aparición cinematográfica de Charles Chaplin. 

## Argumento
Chaplin interpreta a un falso aristócrata inglés, que adquiere trabajo como reportero, en el que realiza una serie de ocurrencias que culminan en el robo de las notas y cámara de un compañero para darse la autoría de la noticia, el afectado lo persigue en una secuencia cómica muy caótica, terminando ambos en el quita piedras de un tranvía.
El célebre personaje de Chaplin, el vagabundo, no apareció hasta su siguiente película en Kid Auto Races at Venice.